# Église Saint-Gilles de Pontefract
L’église Saint-Gilles (anglais : St Giles' Church) est une église paroissiale située à Pontefract en Angleterre.